# Konstvetenskapliga institutionen (Stockholms universitet)
Ämnet konstvetenskap vid Institutionen för kultur och estetik vid Stockholms universitet är en av platserna i Sverige med störst forskning inom ämnet. 

## Historia
Konstvetenskapliga institutionen grundades 1883 i samband med grundandet av Stockholms högskola. Institutionen var den första att inneha en professur i konsthistoria i Sverige. Den första professursinnehavaren var Viktor Rydberg.
1996 instiftades centrum för modevetenskap vid institutionen genom en donation av Erling Perssons familjestiftelse.
Institutionen slogs senare samman med flera andra ämnen, exempelvis litteraturvetenskap, musikvetenskap med flera, och bildade då Institutionen för kultur och estetik.

## Anställda och studenter
Ämnet har (2025) 21 anställda forskare och sex doktorander, och hade (2014) 250 studenter.
Vid institutionen bedrivs utbildning och forskning om konst, modevetenskap och arkitektur, om bilder och bebyggelse och om materiell och visuell kultur. Därtill erbjuds utbildning på avancerad nivå i Curating Art, estetiska vetenskaper och kulturarvsstudier.
2006 studerade Prinsessan Madeleine vid institutionen och avlade senare en fil. kand.